# 蛭川村
蛭川村（ひるかわむら）は、岐阜県恵那郡にあった村である。2005年2月13日に周辺6町村と共に中津川市へ編入合併した。

## 大字・小字
- 大字: 蛭川（ひるかわ）
- 小字:

### あ行
- 一ノ瀬（いちのせ）、一色（いつしき）、稲舟（いなぶね）、今洞（いまぼら）、岩久良（いわくら）、岩伏（いわぶし）、岩谷（いわや）
- 大澤（おおさわ）、大洞（おおぼら）、奥渡（おくど）、尾越（おこし）、押手（おしで）

### か行
- 柏ヶ根（かしがね）、上一色（かみいつしき）、上野木（かみのき）、烏澤（からすさわ）、樺瀬（かんばせ）
- 黒岩（くろいわ）

### さ行
- 櫻本（さくらもと）、笹場（ささば）
- 下一色（しもいつしき）、下海渡（しもがいと）、下澤（しもざわ）、新澤（しんざわ）、新田（しんでん）

### た行
- 大博士（だいはかせ）、内理（だいり）、髙見（たかみ）、棚田（たなた）、田原（たはら）
- 遠ヶ根（とおがね）、殿塚（とのずか）、鳶岩巣（とんびいわす）

### な行
- 中切（なかぎり）、長瀞（ながとろ）、中山（なかやま）、奈良井（ならい）

### は行
- 旗巻淵（はたまきぶち）、鳩吹（はとふき）、巾田（はばた）
- 日蔭（ひかげ）、東下澤（ひがししもざわ） 、東山（ひがしやま）
- 坊之前（ぼうのまえ）、細野（ほその）

### ま行
- 町切（まちぎり）
- 南洞（みなみぼら）、宮ノ前（みやのまえ）
- 向山（むかやま）

### や行
- 矢柱（やばしら）
- 弓場（ゆみば）、百合平（ゆりだいら）

### わ行
- 若山（わかやま）、和田（わだ）
- （過去に存在した小字）

隠平、力石、畑、龍淵、下田、妻の神、親方林、山之神、山本、殿淵、切井なぎ、みかど山、三反田、五反田、木だんたに、高見、押出、櫻本、岡田、大會所、小會所、丈左會所、烏會所、寺橋、竹の腰、山口、じょうしん、長老寺、高櫃、笠神、姫墓、山伏塚、宮脇、上之坊、中之坊、下之坊、禰宜屋、すいがね、圓蔵寺、洞田、源三郎、村上、堰澤、殿會所、大洞、巾田、鍛冶屋畑、東、西、松葉、へぼがいと、蜂屋がいと、神田、上會所、四辻、餅あな、城山、棚田、岩屋、馬塚、小もの塚、平岩、石屋橋、大西、與七川（まむし谷）、地蔵山、丸山、檜淵、土場、狸穴、長久郷、おりきがいと、姫墓、寺地岳、おぐるみ、新田（あらた）、猿飛、甚助山、彦たま、おなべ會所、念仏堂、打越、久郷、椿屋、沼の口、寺坂、丸山、倉田、蛇石、青木ケ洞、助七淵、田畑、水洗、砥石、朴木、向畠、五十目、おなべ屋敷、霜中、大ぜまち、青木畑、青梨、かまんた、大谷、金石、四十部、六部田、兼行坊、岩穴、蛇石、洞畠、栃山、いたどり、もろくご、又八畠、丸根、田畠、祝屋畠、あたご山（双子山）、吉原、神平、上向、下向、内戸、大屋、荒畑、王子立場（御陣立場）、大戸、小玉石、石佛、笠石、川下、田中、又屋敷、先庄屋、中根、袖田、たかう塚、乗廻し、新道峠、夜泣石、新田、内裏、稲倉、栗戸、袖の澤、押ケ平、逆川（天川）、四辻、登り、田原尻、幸六坂、枝垂柿、櫓鼻、洞、御所平、上の木、鳶岩、新五升蒔、川ばた、かんの、堀田、團右衛門、矢舞場、太刀切

## 地理
岐阜県南東部、木曽川を挟んで恵那市の北に位置する。
南を除く三方を山に囲まれた小盆地を形成しており、その中央を和田川が南流し木曽川に注ぐ。
恵那市との境界には東濃を代表する景勝地・恵那峡がある。
- 山：笠置山、薬研山
- 河川：木曽川、和田川

### 隣接していた自治体
- 恵那市
- 中津川市
- 恵那郡福岡町
- 加茂郡白川町

## 歴史
- 平安時代は、和田川を境に西側は蘇原荘に含まれていた。
- 鎌倉時代より戦国時代末期まで、苗木遠山氏の領地。 当時の記録には平流川と書かれている。
- 元亀3年(1572年)武田信玄は山村良利に対し、安弘見[蛭川村]300貫を与えた。
- 慶長6年(1601年)の「美濃一国郷牒」には、蛭川村・福岡村・高山村・田瀬村・下野村・上野村は加茂郡と記述されている。
- 江戸時代は苗木藩領。
- 明治3年（1870年）に苗木藩が実行した廃仏毀釈により領内の全ての寺院が廃される。蛭川村では、宝林寺が廃されて仏教が無くなり、住民の多くは神道系の神国教の信者となり今日に至っている。

### 沿革
- 1889年（明治22年）村制施行。
- 2005年（平成17年2月13日）中津川市に編入合併。

### 幻の恵那市との合併計画
- 昭和の大合併では、当初は恵那郡の2町7村（大井町、長島町、東野村、三郷村、武並村、笠置村、中野方村、飯地村、蛭川村）の合併が計画されていたが、諸般の事情で蛭川村は合併協議会から離脱している（残りの2町6村は合併し恵那市となる）。平成の大合併でも当初、恵那市との合併が論じられた。

## 行政
- 村長：樋田邦彦（2001年12月11日〜2005年2月13日）

## 経済

### 産業
- 石材業

花崗岩（御影石）の産地であり、村内には石切場が多く見られる。石のオブジェや石垣、石畳なども各所にみられる。恵那錆石の産地としても知られている。
また、国内有数のペグマタイト鉱物の産地のひとつとして有名である。

## 姉妹都市・友好都市
- 上対馬町（長崎県）
  - 1996年（平成8年）姉妹町村提携
  - 現在は対馬市と中津川市で姉妹都市提携をしている。

## 教育
中学校
- 蛭川村立蛭川中学校

小学校
- 蛭川村立蛭川小学校

### 2005年以前に廃校となった学校
- 岐阜県立恵那高等学校蛭川分校（1971年廃校）
- 蛭川村立蛭川小学校田原分校（1963年廃校）

## 交通

### 鉄道
- 村内に鉄道路線なし

### バス
- 東鉄バス
  - 蛭川線

### 道路
高速道路
- 村内に高速道路はなし。

一般国道
- 村内に一般国道はなし。

主要地方道
- 岐阜県道72号恵那蛭川東白川線

一般県道
- 岐阜県道408号中野方苗木線

## 白山神社
創立年月日は不詳であるが、長享年間に建立か、それ以前のものと思われる。
古来より、安弘見郷の人達は、五社巡りと称して、安弘見神社、内理神社、田原神社、奥渡神社と白山神社を巡拝する風習があった。
棟札に「上棟濃州賀茂郡安弘見郷今村白山御社檀上葺　檀那藤原板津若狭貞久並　鍛冶浄心、長享二年戊申年十月三日謹録之」を始め
「上棟濃州賀茂郡安弘見郷今村白山御社壇上葺　檀那藤原板津興十郎吉継願主敬白、天文十二年九月二十八日」
「白山妙理大権現及大破所　皆々旦那真俗男女以志奉修理建立其志者如山如海依氏子敬白、云々慶長十六年三月吉日　大工　藤原森家彦右衛門」と記載されたもの等が多数ある。
又旱魃の際には、当社の御鎌を借り受けて祈願をすると、忽ちにして霊験が顕われると言い伝えられていたため、遠近より御鎌を借り受けに来る者が少なからず居たという。
当社は神社明細帳に漏れていたため、昭和3年4月19日に編入願いを行い、昭和14年3月7日に受け入れられた。

## 名所・旧跡・観光スポット
- 安弘見神社
- 恵那峡県立自然公園
- 紅岩
- 長瀞のヒトツバタゴ（「ヒトツバタゴ自生地」として国の天然記念物に指定）
  - （別名:なんじゃもんじゃ）
- 恵那峡ワンダーランド
- 博石館
- 東山温泉 (岐阜県)

## 寺院
- 高徳寺(臨済宗妙心寺派)
- 大洞院(曹洞宗)

## 祭事・催事
- 杵振り祭り・・蛭川村に伝わる杵振り踊りの祭典。4月16日に一番近い日曜日に行われる。